# Барашти (Сучава)
Барашти (рум. Bărăști) насеље је у Румунији у округу Сучава у општини Бороаја. Oпштина се налази на надморској висини од 325 m.

## Становништво
Према подацима из 2002. године у насељу је живело 941 становника, од којих су сви румунске националности.